# السنة لابن أبي عاصم (كتاب)
السُّنَّة كتاب من تأليف ابن أبي عاصم (ت: 287 هـ). نقل فيه المُصنِّف أمور المُعتقد وأصول الدين لكثرة ما جمع من الأحاديث والآثار الواردة في تفسير الآيات والأحاديث، وما فهمه علماء السلف من هذه النصوص. أشرف الألباني على تخريج أحاديثه.